# Cho Won-hee
Cho Won-hee (en hangul: 조원희), (17 de abril de 1983) es un exfutbolista surcoreano que jugaba como centrocampista.
Se retiró el 31 de marzo de 2019 en un acto celebrado en el Estadio Mundialista de Suwon.

## Trayectoria
Cuando era niño, Cho frecuentemente jugó como delantero. Más tarde, cuando fue convocado con la selección sub-20 de Corea del Sur, también jugó como extremo izquierdo. En el año 2001, Cho tenía la intención de jugar al fútbol en la universidad como muchos futbolistas coreanos, pero él no lo hizo, por lo que él firmó con el Ulsan Hyundai, uno de los clubes más exitosos en la K-League. En el año 2003, Cho decidió unirse a Gwangju Sangmu Phoenix. Allí, él era bastante impresionante, y después de su dos años de servicio en Gwanju, se trasladó a Suwon Samsung Bluewings. En un principio se desempeñó como defensa lateral derecho o zaguero derecho pero en 2007, después de una lesión muy larga del centrocampista defensivo Kim Nam-Il, cambió su posición de centrocampista defensivo . A lo largo de la temporada 2007, no era muy impresionante, y muchos fanes estaban especialmente preocupados con su nivel. Sin embargo, la próxima temporada, mostró su calidad con el paso de mejora y de la vista, y se convirtió en uno de los mejores jugadores del equipo. Después de levantar el trofeo de la liga con el Suwon, se convirtió en agente libre.

### Wigan Athletic
Cho estaba vinculado con varios clubes europeos, incluido el alemán Schalke 04 y del AS Monaco. Después probando con el AS Monaco en enero de 2009,  Cho fue a probarse al Wigan Athletic después de que se reveló que el AS Monaco tenía todos sus espacios de jugador internacionales copada. Él impresionó durante un juicio con el club, y después de haber sido concedido un permiso de trabajo, Cho se le permitió unirse a Wigan Athletic el 6 de marzo. Cho jugó su primera reserva en el empate 2-2 contra el Liverpool FC (reservas), haciendo un gran partido. Cho recibió una lesión en la pantorrilla en un amistoso contra Irak, donde le dieron patadas en la pierna, con esto se perdió el resto de la temporada, pero logró recuperarse por completo con el fin de hacer su debut en la Premier League con el Wigan en un partido de la temporada 2008-09 contra el Stoke City.Él anotó un hermoso gol contra el Norwich City en un partido amistoso de pretemporada en Carrow Road.

### Suwon Bluewings
Volvió a Suwon Bluewings en un préstamo por un año en enero de 2010.

### Guangzhou Evergrande
El 13 de febrero de 2011, Cho se unió al Guangzhou Evergrande de la Super Liga China en una transferencia libre, que lo convirtió en el segundo jugador coreano para jugar con el FC Guangzhou después de Park Ji-Ho.

## Clubes
| Club                             | País          | Año       |
| -------------------------------- | ------------- | --------- |
| Ulsan Hyundai Horang-i           | Corea del Sur | 2002-2005 |
| Sangju Sangmu Phoenix (cedido)   | Corea del Sur | 2003-2004 |
| Suwon Samsung Bluewings          | Corea del Sur | 2005-2008 |
| Wigan Athletic                   | Inglaterra    | 2009-2011 |
| Suwon Samsung Bluewings (cedido) | Corea del Sur | 2010      |
| Guangzhou Evergrande             | China         | 2011-2012 |
| Wuhan Zall                       | China         | 2013-2014 |
| Gyeongnam FC (cedido)            | Corea del Sur | 2014      |
| Omiya Ardija                     | Japón         | 2014      |
| Seoul E-Land FC                  | Corea del Sur | 2015-2016 |
| Suwon Samsung Bluewings          | Corea del Sur | 2016-2019 |